# Stefan Romaniw
Stefán Ilkóvych Romániv (12 de noviembre de 1955, Melbourne, Australia - 26 de junio de 2024, Varsovia, Polonia, conocido como Bereza) fue un destacado líder comunitario y político de la diáspora ucraniana, primer vicepresidente del Congreso Mundial de Ucrania, presidente de la comisión para el reconocimiento del Holodomor como genocidio contra el pueblo ucraniano, jefe de la Organización de Nacionalistas Ucranianos (b), y representante oficial de la Cámara de Comercio e Industria de Ucrania en Australia.

## Biografía
Stefan Romániv nació el 12 de noviembre de 1955 en Melbourne, Australia. Su padre era originario de Ternópil (llegó a Australia en 1949), y su madre era alemana (de Stuttgart, Alemania). 
Desde joven, asistió a la iglesia greco-católica ucraniana en Melbourne y a la escuela ucraniana local. Se graduó de la universidad pedagógica en Melbourne y trabajó como maestro de escuela primaria.
Fue presidente del centro SUM en Melbourne, de la junta regional de SUM en Australia, y del consejo parroquial de la catedral greco-católica ucraniana en Melbourne. También presidió la comisión parlamentaria de multiculturalismo en el estado de Victoria.
Trabajó como director ejecutivo de una organización (Community Languages in Australia) que se encarga de la enseñanza de idiomas extranjeros y la preservación de culturas. En Australia, hay casi 70 idiomas que los niños pueden aprender en las escuelas.
Fue durante muchos años el líder de la comunidad ucraniana en el estado de Victoria, presidente de la Unión de Organizaciones Ucranianas en Australia, líder de la escuela fraternal ucraniana y presidente del consejo escolar, así como vicepresidente de la junta mundial de la Unión de Jóvenes Ucranianos (SUM).
De 2008 a 2018, Stefan Romániv fue Secretario General y, el 27 de noviembre de 2018, fue elegido Primer Vicepresidente del Congreso Mundial de Ucranianos (SKU). También presidió la comisión para el reconocimiento del Holodomor como genocidio contra el pueblo ucraniano.
En las filas de la OUN, trabajó durante años en diversos puestos tanto a nivel nacional como internacional.
Con su esposa Anastasia tuvo dos hijos: Petro y Teresa. Falleció el 26 de junio de 2024 en Varsovia a los 68 años.

## Distinciones
- Orden del Príncipe Yaroslav el Sabio 1.ª 2.ª y 3.ª Clase de Ucrania.

- Orden al Mérito de 1.ª Clase de Ucrania.

-  Orden al Mérito de 2.ª Clase de Ucrania.

-  Orden al Mérito de 3.ª Clase de Ucrania.

- Medalla del Jubileo "25 años de independencia de Ucrania".